# 宮本 (船橋市)
宮本（みやもと）は、千葉県船橋市にある地区。現行行政地名は宮本一丁目から宮本九丁目である。郵便番号は273-0003。

## 地理
宮本は船橋市内の本町地域に存在する。南に宮本川を挟んだ先に湊町地域である浜町や若松、南西に湊町と接し、さらに同じ本町地域である北西の本町や北に市場、北東に東船橋と接する。南東には習志野市の谷津と接している。
地域内には本町通りも通っており、その周辺での発展が顕著である。2006年に京成本線の高架化が完了したことで渋滞は一定程度緩和されたが、平日の朝晩や休日の日中は渋滞が多く発生している。

### 地価
- 住宅街の地価では2020年度の公示地価によれば、宮本5-1-10で255,000円/m2、宮本4-17-1で195,000円/m2となっている[4]。

## 世帯数と人口
2020年（令和2年）7月1日現在の世帯数と人口は以下の通りである。
| 丁目       | 世帯数    | 人口     |
| ---------- | --------- | -------- |
| 宮本一丁目 | 1,281世帯 | 2,038人  |
| 宮本二丁目 | 1,289世帯 | 2,250人  |
| 宮本三丁目 | 850世帯   | 1,482人  |
| 宮本四丁目 | 789世帯   | 1,368人  |
| 宮本五丁目 | 424世帯   | 829人    |
| 宮本六丁目 | 1,638世帯 | 3,257人  |
| 宮本七丁目 | 737世帯   | 1,515人  |
| 宮本八丁目 | 1,245世帯 | 2,643人  |
| 宮本九丁目 | 858世帯   | 1,978人  |
| 計         | 9,111世帯 | 17,360人 |

船橋市が2019年（令和元年）に発表した将来人口推計では、隣接する本町通りと共に40年後も人口は増加の一途を辿ることになるとされている。
高齢化も松が丘地区や豊富地区のように急速には進まないとされている。2020年（令和2年）4月現在の高齢化率は20.3％である。

## 小・中学校の学区
市立小・中学校に通う場合、学区は以下の通りとなる
| 丁目       | 番地     | 小学校                                              | 中学校                                              |
| ---------- | -------- | --------------------------------------------------- | --------------------------------------------------- |
| 宮本一丁目 | 1～21番  | 船橋市立峰台小学校                                  | 船橋市立宮本中学校                                  |
| 宮本一丁目 | 22～29番 | 船橋市立峰台小学校 船橋市立船橋小学校 ※どちらか選択 | 船橋市立宮本中学校 船橋市立船橋中学校 ※どちらか選択 |
| 宮本二丁目 | 全域     | 船橋市立宮本小学校                                  | 船橋市立宮本中学校                                  |
| 宮本三丁目 | 全域     | 船橋市立宮本小学校                                  | 船橋市立宮本中学校                                  |
| 宮本四丁目 | 全域     | 船橋市立宮本小学校                                  | 船橋市立宮本中学校                                  |
| 宮本五丁目 | 全域     | 船橋市立宮本小学校                                  | 船橋市立宮本中学校                                  |
| 宮本六丁目 | 全域     | 船橋市立峰台小学校                                  | 船橋市立宮本中学校                                  |
| 宮本七丁目 | 全域     | 船橋市立宮本小学校                                  | 船橋市立宮本中学校                                  |
| 宮本八丁目 | 全域     | 船橋市立宮本小学校                                  | 船橋市立宮本中学校                                  |
| 宮本九丁目 | 全域     | 船橋市立宮本小学校                                  | 船橋市立宮本中学校                                  |

## 交通
- 京成電鉄京成本線大神宮下駅、船橋競馬場駅が地区内にある。なお、JR総武快速線と総武緩行線が地区内の北側を僅かながら通っている（北隣の市場との境に通る）がこの地区内に駅はなく、北東隣の東船橋にある東船橋駅（総武緩行線のみ）が近い。
- 国道14号（千葉街道）が地区の南部に通っている。
- また京葉道路も南側（国道14号より南）を少し通過するがインターチェンジはこの地区内ではなく、南東隣の谷津（習志野市）にある花輪インターチェンジが近くにある。

## 周辺の施設や名所など
- 船橋市立峰台小学校
- 船橋市立宮本小学校
- 船橋市立宮本中学校
- スシロー船橋店
- 意富比神宮（船橋大神宮）
- 熊野神社
- 慈雲寺
- 了源寺
- 大神宮下駅
- 船橋競馬場駅
- 舩橋町道路元標